# Брейк (фільм)
Брейк (англ. Break) — американський фільм 2008 року.

## Сюжет
Невиліковно хворий кримінальний бос наймає кілера на ім'я Френк виконати своє власне вбивство, а також вбивство жінки, яку він любить. Але коли з'ясовується що жінка — давно втрачена любов Френка, він обертається проти боса, тим самим підставивши себе під удар.

## У ролях
| Актор            | Роль              |
| ---------------- | ----------------- |
| Френк Крюгер     | Френк             |
| Сара Томпсон     | жінка             |
| Чад Еверетт      | чоловік           |
| Маккензі Фіргенс | таємнича брюнетка |
| Майкл Медсен     | спільник          |
| Чарльз Дернінг   | мудрець           |
| Меттью Джонс     | Хайку             |
| Джеймс Руссо     | батько            |
| Ксін Саріт Вуку  | китаєць           |
| Девід Керрадайн  | єпископ           |